# Lync (группа)
Lync (МФА: [lɪŋk]) — американская постхардкор-группа.

## История группы
Группа была образована Сэмом Джейном, Джеймсом Бертрамом и Дэйвом Шнайдером в 1992 году в городе Олимпия, штат Вашингтон. До этого участники коллектива была учащимися высшей школы. После записи пятитрекового демо в 1993 году, группа дебютировала на сплит-сингле с Excuse 17, который вышел под общим названием «Youth on Fire» на лейбле Candy Ass Records; первую сторону заняли две песни Excuse 17, тогда как на второй стороне разместилась авторская композиция Lync, шестиминутная «Firestarter». За сплитом последовали синглы «Pigeons», «Mhz» и тур по городам Западного побережья США с группой Unwound, которая как и Lync была частью музыкальной сцены Олимпии. В течение короткого времени в группе играл Айзек Брок из Modest Mouse.
В 1994 году, в рамках серии «International Pop Underground» от лейбла K Records вышел очередной сингл Lync «Two Feet in Front» с песней «Lightbulb Switch» на обратной стороне. Тем временем, Джейн и Бертрам приняли участие в записи альбома Бека One Foot in the Grave. Джейн вспоминал:

«Перед записью One Foot in the Grave Бек зашёл ко мне в квартиру, а моя комната была напичкана разным электронным и записывающим оборудованием, видео-играми и прочим хламом, и думаю он был удивлён тем, как я странно живу. Или полностью потрясён. Мы сразу сдружились, он понравился мне потому что был реально чудным».
Оригинальный текст (англ.)Before Beck’s One Foot in the Grave was recorded Beck came over to my apartment and my room was just packed with electronic stuff and recording stuff and video games and whatever and I think he was kinda impressed at my strange existence. Or totally weirded out. We got along off the bat, I liked him because he was so weird.

Сэм и Джеймс выступили в роли вокалиста и бас-гитариста, соответственно. Так же Джейн, совместно с Беком, написал песню «Forcefield», которая вошла на данный альбом. Другая композиция — инструментальная «Black Lake Morning», написанная Беком, Джейном, Бертрамом и по стилистике напоминающая Lync, была помещена на делюкс-издание One Foot in the Grave; Бек и Джейн сыграли на акустических гитарах, а Бертрам на бас-гитаре. Так же, совместная фотография Джеймса и Бека стала передней обложкой, а фото Сэма попало на внутреннюю обложку альбома. Кроме этого, Lync открыли несколько январских и апрельских концертов Бека в 1994 году. 15 июля Lync выступили на фестивале «Yo-Yo a Go-Go», который проходил с 12 по 16 числа в олимпийском театре «Кэпитал». Помимо Lync в фестивале так же приняли участие такие исполнители, как Yo La Tengo, Codeine, The Stinkypuffs (совместно с Кристом Новоселичем и Дэйвом Гролом), вышеупомянутые Unwound, Бек и многие другие. 25 июля вышел первый и единственный студийный альбом группы These Are Not Fall Colors, записанный на протяжении весны и лета в студии «Reciprocal Recording» (к тому времени изменившей название на «John and Stu’s Recording»), известной по записанных там альбомам Dry as a Bone (Green River), Screaming Life (Soundgarden), Superfuzz Bigmuff (Mudhoney) и Bleach (Nirvana). Сайт Allmusic дав альбому 4.5 из 5 звёзд, кроме прочего, отметил композиции «Cue Cards» и «Angelfood Fodder and Vitamins», «вместе образующие столь же величественное музыкальное произведение как и „Stairway to Heaven“». 11 октября, в сиэтлском клубе «Velvet Elvis», состоялся последний концерт Lync. Тем вечером трио разделило сцену с группами Modest Mouse, Candy Machine, Hush Harbor и Christopher Robin. Среди исполненных песен были «Silverspoon Glasses», «Uberrima Fides», «Two Feet in Front» и «Cue Cards».
В 1997 году вышел сборник синглов и невыпущенных песен Lync Remembering the Fireballs (Part 8). Альбом был смикширован Бертрамом и Пэтом Мейли в студии «Yo-Yo» всего лишь за несколько часов. CD-издание, в отличие от винилового, содержит концертную версию песни «The Last Song», записанную в середине 1994 года в клубе «924 Gilman Street» в Беркли, Калифорния.

## После распада
Сэм Джейн, сразу после распада Lync, начал соло-проект Love as Laughter, который спустя некоторое время стал полноценной группой. Первый студийный альбом The Greks Bring Gifts вышел 16 января 1996 года и представил собой смесь инди, фолка и психоделии. В число своих вдохновителей Джейм поставил Тома Петти, Брюса Спрингстина, а также такие рок-группы, как The Rolling Stones, Shocking Blue, Thin Lizzy и T. Rex. Второй альбом #1 USA, выпущенный 27 января 1998 года, был записан уже в виде полноценной группы. В тогдашний состав вошёл и бывший коллега Джейна по Lync, ударник Дэйв Шнайдер. Последний на данный момент альбом группы — Holy — был выпущен в 2008 году. Love as Laughter продолжает свою деятельность по сей день. На официальной странице группы их звучание описано, как «Нил Янг возглавляющий Black Flag под ЛСД» и «Генри Роллинз поющий для Deep Purple». Некоторое время Джейн являлся участником группы The Boggs.
В 1996 году Джеймс Бертрам и Дэйв Шнайдер присоединились к группе Built to Spill на время гастролей, что было задокументировано на альбоме The Normal Years. После, Бертрам, совместно с Джеремием Грином, ударником Modest Mouse, образовал группу Red Stars Theory, а впоследствии, на некоторое время присоединился к 764-HERO. Кроме этого Джеймс поучаствовал в группе Pennsy’s Electric Workhorses Songs, которая ограничилась выпуском одноимённого мини-альбома и сингла «Fransse». Последняя, на данным момент, его работа в качестве бас-гитариста была запечатлена на одноимённом альбоме группы Psychic Emperor, который вышел в 2004 году. В настоящее время Бертрам управляет музыкальным лейблом и мерчендайзинг компанией Luckyhorse Industries.
Шнайдер, вскоре после сотрудничества с Love as Laughter, присоединился к постпанк-группе Satisfact. В таком составе группа записала свой последний альбом The Third Meeting at the Third Counter в 1998 году и распалась в 2002 году.

## Кавер-версии
Том Ломаккио сделал кавер на песню «Firestarter» со сплит-сингла Lync с Excuse 17; версия Ломаккио была выпущена в 1998 году на стороне «Б» его сингла «To Wanter and to Fade».

## Участники группы
- Сэм Джейн — вокал, гитара
- Джеймс Бертрам[англ.] — бас-гитара, вокал
- Дэйв Шнайдер — ударные

## Дискография
Студийные альбомы
| Год  | Об альбоме                                                                |
| ---- | ------------------------------------------------------------------------- |
| 1994 | These Are Not Fall Colors - Дата выпуска: 25 июля 1994 - Лейбл: K Records |

Сборники
| Год  | Об альбоме |
| ---- | --- |
| 1997 | Remembering the Fireballs (Part 8) - Дата выпуска: 26 августа 1997 - Лейбл: K Records, Troubleman Unlimited Records |

Синглы
| Год  | О сингле                                                                                               |
| ---- | --- |
| 1993 | «Firestarter» - Лейбл: Candy Ass Records - Сплит-сингл с Excuse 17 под общим названием «Youth on Fire» |
| 1993 | «Pigeons» / «Pathetic», «Electricity» - Лейбл: Magic Pail Records                                      |
| 1993 | «Mhz» / «Pan» - Лейбл: Magic Pail Records, Landspeed Records                                           |
| 1994 | «Two Feet in Front» / «Lightbulb Switch» - Лейбл: K Records                                            |